# CriptoFiesta

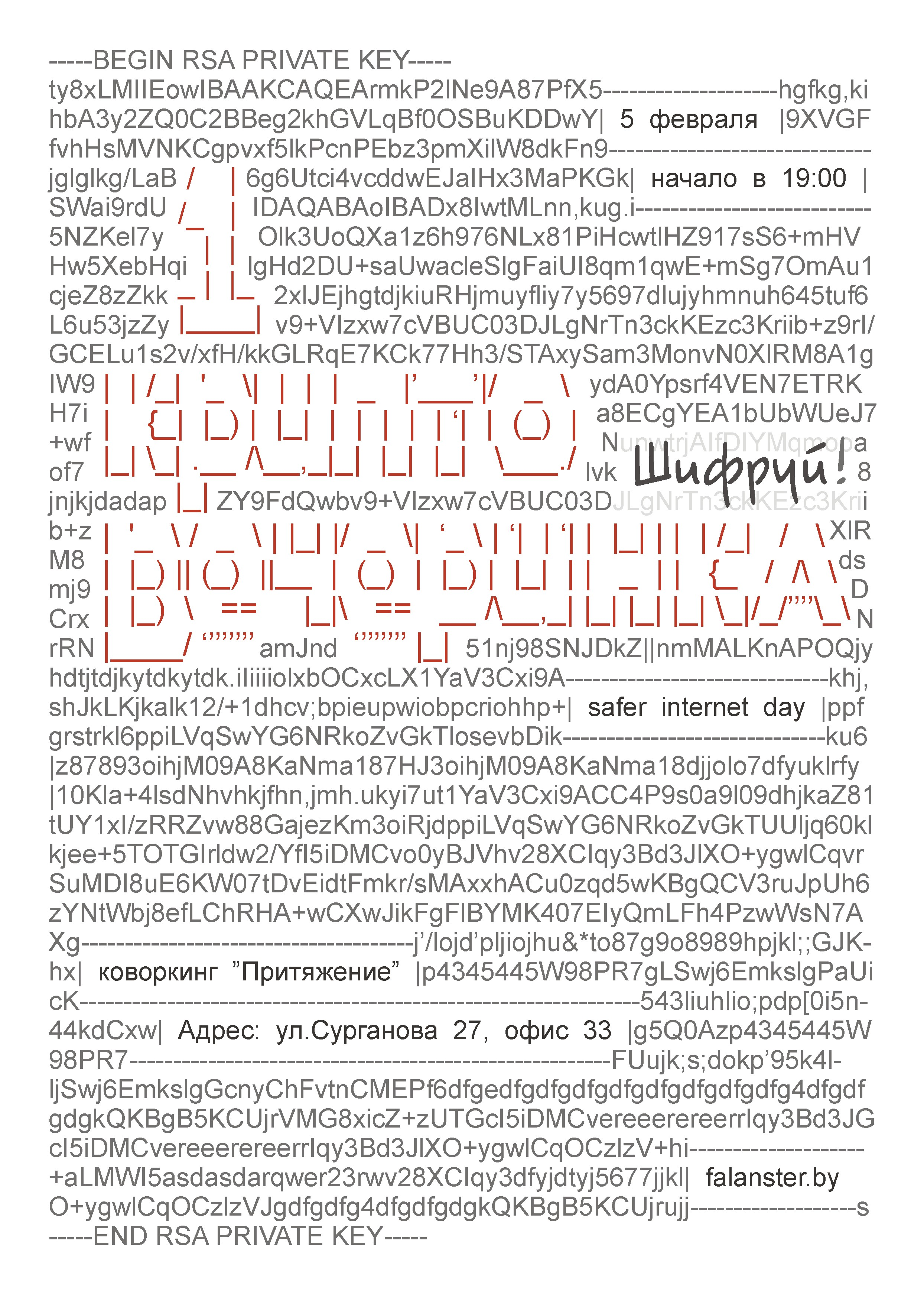
Póster. La primera criptofiesta en Minsk, Bielorrusia.

Las CriptoFiestas (CryptoParty) son un esfuerzo global para introducir las bases de la criptografía de manera práctica como el uso de la red de anonimato Tor, el intercambio de llaves criptográficas, el cifrado de disco y el uso de las redes privadas virtuales a un público general. El proyecto principalmente consta de una serie de talleres libres abiertos al público.

## Historia
Como sucesor del movimiento Cypherpunk de los años 1990s, las CriptoFiestas se concibieron a finales de agosto del 2012 por Asher Wolf, una defensora de la privacidad en una conversación casual en Twitter con expertos de seguridad informática, a consecuencia de la Enmienda a la Ley de Cibercrimen del 2011 y la propuesta legislativa de retener datos personales por dos años en Australia. El impulso de autoorganización y el espíritu de Hazlo Tú Mismo se hizo viral, con la organización autónoma de una docena de CriptoFiestas en distintas ciudades de Australia, Estados Unidos, El Reino Unido y Alemania. “Cuándo  desperté por la mañana, estaban todas allí”, Asher Wolf dijo en una entrevista. Asher dio de alta la cuenta @cryptoparty en Twitter y pagó a @hellojaffe para instalar el Wiki, diseñó un logotipo, y promovió la idea y la necesidad de contribuir al manual para hacer CriptoFiestas. Muchas más CriptoFiestas sucedieron días después en Chile, Los Países Bajos, Hawái, Asia, etc. El uso de la red Tor en Australia se incrementó significativamente y una CriptoFiesta en Londres con 130 asistentes -algunos quienes provenían del movimiento Occupy- tuvo que cambiar de sede de Hackspace London al campus de Google en Londres del este.
Hasta octubre del 2012 alrededor de 30 CriptoFiestas se han hecho globalmente, algunas de manera continua, y otras como en Reikiavik, Bruselas y Manila se han hecho de manera simultánea.

## Respuesta de los medios de comunicación
Las CriptoFiesas han recibido mensajes de apoyo de la Electronic Frontier Foundation y de AnonyOps, así como del alertador Thomas Drake, del editor central de Wikileaks Heather Marsh, y del reportero de la revista Wired Quinn Norton. Eric Hughes, el autor del Manifiesto Cypherpunk, dio una charla en la CriptoFiesta de Ámsterdam el 27 de septiembre de 2012. Marcin de Kaminski, miembro fundador de la organización Piratbyrån y de Pirate Bay considera a la CriptoFiestas como el proyecto cívico más importante dentro de la criptografía hoy en día. La revista Der Spiegel en 2014 reportó sobre las "cripto fiestas" al publicar sobre las filtraciones de Edward Snowden en un artículo sobre la NSA.

## Publicaciones
El primer borrador de 442 páginas del Manual Para CryptoFiestas, se redactó en solamente tres días, liberado una versión el 4 de octubre de 2012 bajo la licencia Creative Commons, CC-POR-SA y se encuentra bajo revisión constante.

## Ataque y baja temporal del sitio web
En abril y mayo de 2013, la página cryptoparty, recibió a una serie de ataques de spam que finalmente resultaron en que el sitio fuera sacado de servicio de manera temporal. La protección contra spam se hizo más difícil que en otro wikis, por una política concreta del sitio de permitir ediciones por parte de usuarios por medio de servicios de anonimato. Los ataques eran también facilitados por el uso inapropiado del programa MediaWiki y del complemento ConfirmEdit, ya que el uso de SimpleCaptcha no se recomienda por los autores de ConfirmEdit (" [...] utilizado por muy pocos wikis aparte de WMF, probablemente debido a su poca efectividad").

## La participación de Edward Snowden
En mayo de 2014, la revista Wired informó que Edward Snowden, mientras era empleado de Dell como contratista de la NSA, organizó una CriptoFiesta local en un pequeño hackerspace en Honolulu, Hawái el 11 de diciembre, seis meses antes de ser conocido por las filtraciones de decenas de miles de documentos secretos del gobierno de Estados Unidos. Durante la CriptoFiesta, Snowden enseñó a 20 residentes de Hawái cómo cifrar sus discos duros y utilizar el Internet de manera anónima. El acontecimiento se videograbó por la pareja de Snowden, pero el vídeo no se ha liberado en internet. En una entrada de seguimiento en el wiki de cryptoparty.org, Snowden describió este evento como un "éxito enorme".